# 葵興 (選區)
葵興（英語：Kwai Hing，代號：S01）是香港葵青區議會下轄的選區，1994年設立，2023年取消，末任區議員為獨立民主派人士梁志成。

## 範圍
葵興選區位於葵涌中部，包括整條葵興邨、葵俊苑與光輝圍一帶，與其相鄰的選區有葵涌邨北、葵涌邨南、葵聯、葵芳及石蔭，投票站設於中華傳道會許大同學校。

## 沿革
葵興選區前身是1982年區議會選舉荃灣區議會及1985年區議會選舉至1991年區議會選舉葵青區議會的葵涌中選區，當時範圍包括現時的葵興、葵芳及部分的葵聯、興芳選區。
1993年港督彭定康推行政改方案改革區議會，取消所有委任議席及雙議席選區，全面實行單議席單票制，並改由選區分界及選舉事務委員會制定，區議會選區數目亦隨人口變動而大幅增加，葵興選區是當時新增選區之一，範圍包括葵興邨、葵俊苑、光輝圍及興芳路以西的樓宇。
擁有葵涌中議席的街坊工友服務處（當時為雙議席選區，兩席俱為街工成員），在分拆選區後派員參選葵華（範圍為興芳路一帶私樓區及華員邨、華景山莊，參選人為原任議員徐柏林）和麗華（範圍為麗瑤邨及九華徑，參選人為中國民運領袖劉山青）選區，而禮讓葵興區予香港職工會聯盟地鐵工會領袖梁志成和同屬社會主義組織「新苗社」（後改稱先驅社）成員林致良，形成兩名民主派左翼基層組織候選人對壘局面，最後梁志成當選，選後梁隨即加盟街工，並在1999年區議會選舉自動當選。而1999年基於人口變動，興芳路一帶劃為新增的興芳選區，光輝圍則劃入因重建而人口下降的葵涌邨選區，當時落成不久的葵康苑劃入本區。
2003年區議會選舉，民主建港聯盟派出年輕資訊系統工程師李滿潮參選和梁志成對壘，由於葵興邨經租者置其屋計劃出售後，於2002年成立業主立案法團，法團中人傾向支持梁志成，並禁止李滿潮在邨中活動。而葵興邨法團主席林慧貞，為歌星容祖兒祖母，具有「名人因素」，使地區爭執登上娛樂頭條，引為一時趣談，李滿潮僅得八百票最終落選（梁志成得票為兩千六百）。因為李氏跟法團發生爭執，與民建聯意見不一而退黨，親中派改有工聯會背景的許滿棠在邨中服務，而李滿潮以獨立人士身份聯同居民組織繼續活躍，同時因應葵涌邨選區人口過多，葵涌邨春葵樓、夏葵樓及秋葵樓劃入本區，在2007年區議會選舉形成三方混戰局面，梁志成續以二千二百票對李滿潮的千一票及許滿棠的七百票繼續連任。
2011年區議會選舉，當時人口估算約19,405人，其中有10,983位選民，梁志成繼續尋求連任，親中派由香港工會聯合會社區幹事陳智恆出戰，最後梁志成以2,606票當選。
2015年區議會選舉，因應選區重新劃界，本區加入原屬興芳選區的葵康苑及新葵興花園，而葵涌邨部分則改劃到葵涌邨南選區。人口估算約17,975人，其中有9,687位選民，梁志成尋求連任，工聯會改派梁志豪出戰，最後梁志成以2,931票成功連任。
2019年區議會選舉，新葵興花園及葵康苑改劃到新增的葵聯選區，諮詢時更曾計劃將葵涌邨部分由葵涌邨南選區劃回本區以平衡人口，但在居民組織反對下撤回。選舉由梁志成以3,532票擊敗工聯會李偉樂的1,408票，成功連任。2021年6月，梁志成向區議會申報取消所有政治聯繫，與街工劃清界線。

## 歷屆議員
為方便比較，以下列表由1982年葵涌中計起：
| 選區名稱 | 屆別           | 議員               | 政治聯繫           | 政治聯繫                          | 議員                              | 政治聯繫                          | 政治聯繫 |
| -------- | -------------- | ------------------ | ------------------ | --------------------------------- | --------------------------------- | --------------------------------- | -------- |
| 葵涌中   | 1982年－1985年 | 當時定為單議席選區 | 當時定為單議席選區 | 當時定為單議席選區                | 鄭永津                            |                                   | 無黨籍   |
| 葵涌中   | 1985年－1988年 | 梁耀忠             |                    | 新青學社                          | 鄭永津                            |                                   | 無黨籍   |
| 葵涌中   | 1988年－1991年 | 梁耀忠             | 街工               | 徐柏林                            |                                   | 街工                              |          |
| 葵涌中   | 1991年－1994年 | 梁耀忠             | 街工               | 徐柏林                            |                                   | 街工                              |          |
| 葵興     | 1994年－1999年 | 梁志成             | 街工               | 分拆出葵芳選區後， 定為單議席選區 | 分拆出葵芳選區後， 定為單議席選區 | 分拆出葵芳選區後， 定為單議席選區 |          |
| 葵興     | 2000年－2003年 | 梁志成             | 街工               | 分拆出葵芳選區後， 定為單議席選區 | 分拆出葵芳選區後， 定為單議席選區 | 分拆出葵芳選區後， 定為單議席選區 |          |
| 葵興     | 2004年－2007年 | 梁志成             | 街工               | 分拆出葵芳選區後， 定為單議席選區 | 分拆出葵芳選區後， 定為單議席選區 | 分拆出葵芳選區後， 定為單議席選區 |          |
| 葵興     | 2008年－2011年 | 梁志成             | 街工               | 分拆出葵芳選區後， 定為單議席選區 | 分拆出葵芳選區後， 定為單議席選區 | 分拆出葵芳選區後， 定為單議席選區 |          |
| 葵興     | 2012年－2015年 | 梁志成             | 街工               | 分拆出葵芳選區後， 定為單議席選區 | 分拆出葵芳選區後， 定為單議席選區 | 分拆出葵芳選區後， 定為單議席選區 |          |
| 葵興     | 2016年－2019年 | 梁志成             | 街工               | 分拆出葵芳選區後， 定為單議席選區 | 分拆出葵芳選區後， 定為單議席選區 | 分拆出葵芳選區後， 定為單議席選區 |          |
| 葵興     | 2020年－2023年 | 梁志成             | 街工 → 無黨籍      | 分拆出葵芳選區後， 定為單議席選區 | 分拆出葵芳選區後， 定為單議席選區 | 分拆出葵芳選區後， 定為單議席選區 |          |

## 歷屆選舉結果
| 政党   | 政党           | 候选人    | 票数  | %     | ±     |
| ------ | -------------- | --------- | ----- | ----- | ----- |
|        | 街坊工友服務處 | ①. 梁志成 | 3,532 | 71.50 | ▼0.51 |
|        | 香港工會聯合會 | ②. 李偉樂 | 1,408 | 28.50 | +0.51 |
| 多数票 | 多数票         | 多数票    | 2,124 | 43    | ▼1.03 |

| 政党   | 政党           | 候选人    | 票数  | %     | ±      |
| ------ | -------------- | --------- | ----- | ----- | ------ |
|        | 街坊工友服務處 | ①. 梁志成 | 2,931 | 72.01 | ▲14.74 |
|        | 香港工會聯合會 | ②. 梁志豪 | 1,139 | 27.99 | -14.74 |
| 多数票 | 多数票         | 多数票    | 1,792 | 44.03 | ▲29.48 |

| 政党   | 政党           | 候选人    | 票数  | %     | ±      |
| ------ | -------------- | --------- | ----- | ----- | ------ |
|        | 街坊工友服務處 | ①. 梁志成 | 2,606 | 57.27 | ▲1.74‬  |
|        | 香港工會聯合會 | ②. 陳智恒 | 1,944 | 42.73 | 不適用 |
| 多数票 | 多数票         | 多数票    | 662   | 14.55 | ▼15.70 |

| 政党   | 政党           | 候选人    | 票数  | %     | ±      |
| ------ | -------------- | --------- | ----- | ----- | ------ |
|        | 街坊工友服務處 | ①. 梁志成 | 2,221 | 55.53 | 不適用 |
|        | 無黨派         | ②. 李滿潮 | 1,011 | 25.28 | 不適用 |
|        | 無黨派         | ③. 許滿棠 | 768   | 19.2‬0 | 不適用 |
| 多数票 | 多数票         | 多数票    | 1,210 | 30.25‬ | 不適用 |

| 政党   | 政党           | 候选人    | 票数  | %     | ±      |
| ------ | -------------- | --------- | ----- | ----- | ------ |
|        | 民建聯         | ①. 李滿潮 | 887   | 25.24 | 不適用 |
|        | 街坊工友服務處 | ②. 梁志成 | 2,627 | 74.76 | 不適用 |
| 多数票 | 多数票         | 多数票    | 1,740 | 49.52‬ | 不適用 |

| 政党   | 政党           | 候选人 | 票数     | %      | ±      |
| ------ | -------------- | ------ | -------- | ------ | ------ |
|        | 街坊工友服務處 | 梁志成 | 自動當選 | 不適用 | 不適用 |
| 多数票 | 多数票         | 多数票 | 不適用   | 不適用 | 不適用 |

| 政党   | 政党           | 候选人 | 票数  | %     | ±      |
| ------ | -------------- | ------ | ----- | ----- | ------ |
|        | 香港職工會聯盟 | 梁志成 | 1,292 | 76.95 | 新選區 |
|        | 先驅社         | 林致良 | 387   | 23.05 | 新選區 |
| 多数票 | 多数票         | 多数票 | 905   | 53.90‬ | 新選區 |